# Pantaléon Mury
Jean Pantaléon Antoine Mury, né le 27 juin 1819 à Strasbourg y décédé le 25 août 1891, est un chanoine, littérateur qui a publié plusieurs ouvrages et qui fut l’un des fondateurs de la Revue catholique d’Alsace en 1859.

## Biographie
Fils de Pantaléon Mury, écrivain, et de Marie Joséphine Doroschinsky, il est ordonné prêtre en 1843. Chanoine honoraire, il est professeur, puis directeur (1866) du Petit Séminaire de Strasbourg. Il a publié un précis de l'histoire d'Alsace. Sa riche bibliothèque est allée enrichir la bibliothèque publique de Sélestat où son frère Joseph était curé de l'église Sainte-Foy. Il fonda avec Alexandre Joseph Straub la Revue catholique d'Alsace en 1859, dont il resta rédacteur responsable jusqu'en 1870.